# Lente do Google
Google Lens ou Lente do Google é um aplicativo de reconhecimento de imagem desenvolvido pela Google. Anunciado pela primeira vez durante o Google I/O 2017, projetado para trazer informações relevantes usando análise visual.

## Características
Ao direcionar a câmera do telefone para um objeto, o Lente do Google tentará identificar o objeto e mostrar os resultados e informações relevantes da pesquisa. Por exemplo, ao apontar a câmera do dispositivo a uma etiqueta Wi-Fi contendo o nome e a senha da rede, ela se conectará automaticamente ao Wi-Fi que foi escaneado. Lens também é integrada com os aplicativos Google Fotos e Google Assistente. O serviço é semelhante ao Google Goggles, um aplicativo anterior que funcionava de forma semelhante, mas com menor capacidade. O Lens usa rotinas mais avançadas aprendizagem profunda, semelhantes a outros aplicativos como o Bixby Vision (integrado nos novos smartphones Samsung) e Conjunto de Ferramentas de Análise de Imagem (disponível no Google Play); redes neurais artificiais são usadas para detectar e identificar objetos, pontos de referência e para melhorar reconhecimento óptico de caracteres (OCR).

### Disponibilidade
O Google lançou oficialmente o Lente do Google em 4 de outubro, com pré-visualizações de aplicativos pré-instaladas no Google Pixel 2. Em novembro de 2017, o recurso começou a ser lançado no Google Assistente para telefones Pixel e Pixel 2. Uma prévia do Lens também foi implementada no aplicativo do Google Fotos para telefones Pixel.  Em 5 de março de 2018, o Google lançou oficialmente o Lente do Google para o Google Fotos em telefones não-Pixel. O suporte para Lens na versão para iOS do Google Fotos foi feito em 15 de março de 2018. A partir de maio de 2018, o Lente do Google foi disponibilizado no Google Assistente em dispositivos OnePlus, além de ser integrado em aplicativos de câmera de vários telefones Android.Um aplicativo do Lente do Google autônomo foi disponibilizado no Google Play em junho de 2018. O suporte a dispositivos é limitado, embora não esteja claro quais dispositivos não são compatíveis ou por quê. Isso requer Android Marshmallow ou mais recente.